# 표준 전극 전위
표준 전극 전위(標準電極電位, 영어: standard electrode potential) 또는 표준 환원 전위(標準還元電位, 영어: standard reduction potential)는 표준 수소 전극과 환원이 일어나는 반쪽 전지를 결합시켜 만든 전지에서 측정한 전위를 말한다.

## 표준 환원 전위표

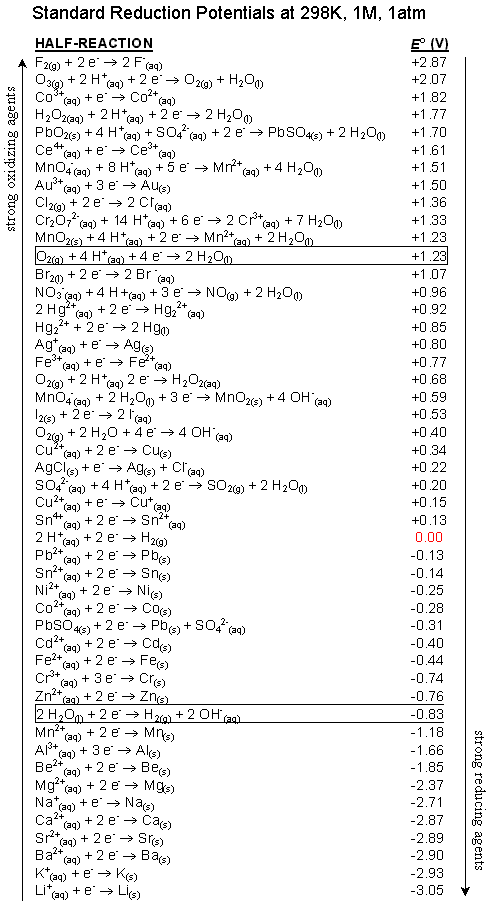
표준환원전위표

표준 환원 전위 표는 매우 작은 공간에 헤아릴 수 없이 많은 화학 정보를 담고 있다. 이 표를 이용하여 둘 이상의 산화제나 환원제를 세기의 순서에 따라 나열할 수 있고 많은 산화 환원 반응이 자발적인지 혹은 비자발적인지를 예상할 수 있게 한다.
표준 환원 전위가 양의 값이면 표준 상태에서 수소 이온보다 환원이 잘 되고, 음의 값이면 수소 이온보다 환원이 잘 되지 않음을 뜻한다. 즉 표준 환원 전위 값이 클수록 산화성이 크고, 작을수록 환원성이 커짐을 의미한다. 산화성이 크다는 것은 다른 물질을 잘 산화시킨다는 뜻이므로 표준 환원 전위의 값이 클수록 더 강한 산화제이다. 또한 표준 환원 전위의 값이 작을 수록 환원성이 크므로 다른 물질을 잘 환원시킨다는 뜻이다. 따라서 표준 환원 전위의 값이 더 작을수록 더 강한 환원제이다.

## 기본 정의
표준 환원 전위는 표준 수소 전극과 환원이 일어나는 반쪽 전지를 결합시켜 만든 전지에서 측정한 전위를 말하며, 기호로 E°로 표시한다. 표준 환원 전위 값을 통해서 표준 상태에서 특정 전기 화학 반응의 산화-환원 정도를 알 수 있으며, 환원 반쪽 반응을 기준으로 전위값을 나타낸다. 표준은 표준상태를 말하며 온도가 25°C, 압력이 1atm, 이온 농도가 1M임을 말한다. 표준 환원 전위는 표준 전극 전위(standard electrode potential)와 종종 혼용되며, 금속 도체 전극에서 이 두 값은 같다.

## 측정
표준 환원 전위를 개별적으로 측정하기는 매우 어려우므로, 전위차계를 이용하여 두 반쪽 반응의 전위차를 측정하여 표준 환원 전위를 측정한다. 이를 위해 전위차계의 플러스 단자를 측정하려는 전기 화학 반응이 표준 상태에 있는 반쪽 전지에 연결한다. 그리고 전위차계의 마이너스 단자를 표준 수소 전극(standard hydrogen electrode)에 연결한다. 표준 수소 전극은 활동도가 1인 수소 기체, 산성 용액, 백금 전극으로 구성되어 있으며, 표준 수소 전극의 표준 환원 전위는 0.000 V로 정해져 있다. 그러므로 전위차계에서 측정된 전압은 우리가 보려는 전기 화학 반응의 표준 환원 전위라고 할 수 있다.

## 의미
표준 환원 전위가 양의 값이면 표준 상태에서 수소 이온보다 환원이 잘 되고, 음의 값이면 수소 이온보다 환원이 잘 되지 않음을 뜻한다(즉 음의 값이면 산화가 잘 된다). 즉 표준 환원 전위는 그 값이 클수록 (전극 입장에서) 환원성이 크고, 작을수록 산화성이 커짐을 의미한다. 그러므로 표준 환원 전위 값이 큰 것을 전위차계의 플러스 단자에 연결하고 그 값이 작은 것을 전위차계의 마이너스 단자에 연결하면 자발적으로 구동되는 전지를 구성할 수 있으며, 이때 전지의 기전력은 표준 환원 전위 값의 차이가 클수록 커진다.
표준 환원 전위 표는 매우 작은 공간에 헤아릴 수 없이 많은 화학 정보를 담고 있다. 이 표를 이용하여 둘 이상의 산화제나 환원제를 세기의 순서에 따라 나열할 수 있고 많은 산화 환원 반응이 자발적인지 혹은 비자발적인지를 예상할 수 있게 한다. 또한 전지의 표준 기전력(E°(cell))을 측정할 수 있다.

## 계산
반쪽 전지 전극의 전위는 상대적이기 때문에 전극의 전위를 비교하기 위해서는 공통의 척도가 필요하다. 그래서 표준 수소 전극 (SHE)을 표준으로 삼고 표준상태에서 전위를 0으로 정의해 기준으로 설정했다. 이 기준을 통해 표준 수소 전극을 0.00V로 설정하고 전위를 모르는 전극을 표준 수소 전극과 결합하여 갈바닉 전지를 형성할 수 있으며, 갈바닉 전지의 전위는 알 수 없는 전극의 전위를 제공한다. 이 과정을 통해 전위를 알 수 없는 전극을 표준 수소 전극 또는 전위가 이미 도출된 다른 전극과 결합하여 값을 설정할 수 있다.
전극 전위는 통상적으로 환원 전위로 정의되기 때문에, 산화되는 금속 전극에 대한 전위의 부호는 전체 전지 전위를 계산할 때 반대로 되어야 한다.
표준 환원 전위는 변화가 가능하고 계의 크기(질량 등)에 무관한 계의 물리 성질인 세기 성질이기 때문에 이동한 전자의 수와는 관계가 없다. 따라서 서로 다른 수의 전자가 2개의 전극 반응에 관여하더라도 2개의 전극 전위를 이용해 전체 전지 전위를 간단히 계산할 수 있다. 전위는 볼트로 표현되며, 이는 전달되는 전자 당 에너지를 측정한다.
E°(cell) = E°(reduction) + E°(oxidation)
E°(cell) = E°(cathode) - E°(anode)
*환원전극(cathode) : 외부 도선으로부터 전자를 받아 환원되는 금속
*산화전극(anode) : 산화되면서 외부 도선으로 전자를 방출하는 금속
출처: https://nate9389.tistory.com/1348 [정빈이의 공부방]
를 이용하여   E°(reduction)에는 표준 환원 전위 표에 나타난 E°의 값을 적고 E°(oxidation)에는 표에 나타난 E°에 음의 부호를 붙인 값을 적어주어 그 합으로 전지의 전압을 구할 수 있다.
E °cell > 0이면 과정은 자발적이다. (전지)
E °cell < 0이면 과정은 비자발적이다. (전기분해)

## 응용
표준 환원 전위를 통하여 자유에너지(Free energy)를 구할 수 있다.
ΔG°= −RT lnK°= −nFE°
( R=기체상수, T=절대온도, n=이동한 전자의 몰 수, K=평형상수, F=페러데이 상수)

위 식을 통해 평형상수와 표준전압의 식을 유도할 수 있다.
E°= (0.0257(V)/n)lnK°or,
E°= (0.0592(V)/n)logK°

ΔG° < 0 ⇔ E° > 0 ⇔ K > 1 (자발적)
ΔG° > 0 ⇔ E° < 0 ⇔ K < 1 (비자발적)

### 네른스트 식(Nernst equation)
네른스트 식(Nernst equation)이란 전기화학에서 양 극의 전해질의 농도가 같지 않을 경우에도 이온화 상수와 pH값을 이용하여 전지의 전극 전위 E를 기술하는 식이다.
E=E°-(RT/nF)lnQ=E°-(0.0257(V)/n)lnQ=E°-(0.0592(V)/n)logQ
( R=기체상수, T=절대온도, n=이동한 전자의 몰 수, Q=반응지수, E=표준상태가 아닐때의 전압)

## 같이 보기
- 네른스트 식

## 참고 문헌 및 출처
- Raymond Chang 12th Edition 18장 전기화학
- D.C. Harris, 분석화학 제9판, 강용철, 김영일, 문명희, 여인형, 이동수, 이승호, 정두수, 정혁 번역, 자유아카데미, 2017.
- McMURRY.FAY, 일반화학, 화학교재편찬위원회,Pearson(2009), 667~668